# Hunahpú

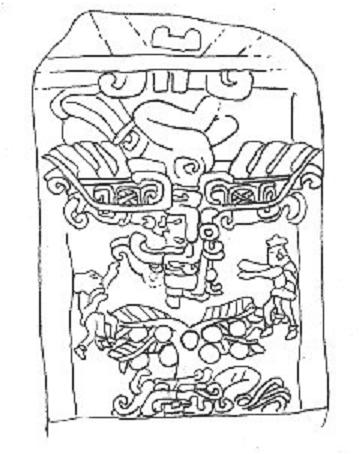
Os heróis gêmeos, sítio arqueológico de Izapa Estela # 2.

Na mitologia maia Hunahpú é o irmão gêmeo de Ixbalanqué, filho do deus Hun-Hunahpú e da jovem Xbaquiyalo. Juntamente com seu irmão se aventurou a confrontar os Senhores de Xibalbá equipados somente com suas zarabatanas. Hunahpú foi então morto por um Camazotz na Casa dos Morcegos e posteriormente foi ressuscitado por seu irmão. Depois disso ambos foram sacrificados pelos Senhores de Xibalbá após perderem uma partida de jogo de bola exatamente como ocorreu com seus pais. No entanto, os jovens ressuscitaram e derrotaram seus algozes.